# 清水勲
清水 勲（しみず いさお、1939年4月29日 - 2021年3月2日）は、日本の漫画・風刺画研究家。

## 人物・来歴
東京市（現大田区）生まれ、千葉県習志野市在住。日本マンガ学会、日本笑い学会、日本ペンクラブ各会員。妻は工芸作家の清水己明。 
立教大学理学部数学科卒業。1963年三省堂に入社して編集者となる。1968年から1983年まで、日本リーダーズ・ダイジェスト社で勤務。1984年より研究・著作に専念。
川崎市市民ミュージアム専門研究員、文京女子短期大学非常勤講師、帝京平成大学教授、学習院女子大学非常勤講師をはじめ、日本仏学史学会会長、岡本太郎美術館収集委員、昭和館運営委員、日本漫画資料館館長などを歴任した。2006年の開館以前から京都国際マンガミュージアムの設立に関わり、同ミュージアム研究顧問として同館を支えた。
1982年、『明治の諷刺画家ビゴー』（新潮社）が第一回高橋邦太郎賞（後の日仏文化賞）を受賞。
1983年、前記書を原作本とした日仏共同制作テレビドラマ「ビゴーを知っていますか」が第11回国際エミー賞を受賞とされる。NHKアーカイブスでの紹介等一部の文献に「1983年度国際エミー賞優秀賞受賞」と記載されているが 、現在の国際エミー賞公式ウェブサイトにある過去の受賞作品リストには本作に相当する作品は掲載されていない。
1986年、第15回日本漫画家協会賞特別賞（近代漫画の調査・研究による長年の功績）を受賞。2004年、執筆者の一人として参加した『昭和二十年の絵手紙・私の八月十五日』（A.セーリング）が第8回文化庁メディア芸術祭奨励賞。2015年文化庁メディア芸術祭功労賞。
日本漫画の収集家としても有名で、収集した漫画は2万点に及ぶ。幕末明治期に日本に滞在した風刺漫画家ジョルジュ・ビゴーの絵を中心に著作を刊行している。1992年日本諷刺画史学会を設立、季刊「諷刺画研究」を刊行している。
2021年3月2日、前立腺癌のため死去。81歳没。法名は、ライフワークだったビゴー研究に因んで自らつけた「釈美郷信士」。

## 著書
- 『明治の諷刺画家・ビゴー』新潮選書 1978
  - 『ビゴーが見た明治ニッポン』講談社学術文庫 2006
- 『手塚治虫マンガの魅力』清山社 1979 (マンガ漫画館・魅力シリーズ)
- 『明治まんが遊覧船』文藝春秋 1980
  - 『漫画が語る明治』講談社学術文庫 2005
- 『江戸のまんが』文藝春秋 1981
  - 『江戸のまんが　泰平の世のエスプリ』講談社学術文庫 2003
- 『絵で書いた日本人論 ジョルジュ・ビゴーの世界』中央公論社 1981
  - 『ビゴーが見た日本人―諷刺画に描かれた明治』講談社学術文庫 2001
- 『嘲笑絵世界への旅 諷刺の漫画館』中央公論社 1982
- 『コラム・漫画館 諷刺と遊び』駸々堂出版 1984
- 『「日本」漫画の事典 全国のマンガファンに贈る』三省堂 1985
- 『アイデア漫画館』講談社文庫 1985
- 『本にみる漫画の歩み』こつう豆本：日本古書通信社 1987
- 『日本漫画ミニ百科』教育社 1988
- 『「漫画少年」と赤本マンガ 戦後マンガの誕生』ZΩION社・刀水書房 1989
- 『漫画空間散策』教育社 1989
- 『諷刺漫画人物伝』丸善ライブラリー 1991
- 『漫画の歴史』岩波新書 1991
- 『漫画にみる1945年』吉川弘文館 1995
- 『サザエさんの正体』平凡社 1997
- 『大阪漫画史 漫画文化発信都市の300年』ニュートンプレス 1998
- 『マンガ誕生―大正デモクラシーからの出発』吉川弘文館・歴史文化ライブラリー 1999
- 『図説 漫画の歴史』河出書房新社・ふくろうの本　1999
- 『日本近代漫画の誕生』山川出版社・日本史リブレット 2001
- 『古きよきサザエさんの世界』いそっぷ社 2002
- 『年表日本漫画史』臨川書店 2007
- 『四コマ漫画 北斎から「萌え」まで』岩波新書 2009
- 『ビゴーが見た明治職業事情』講談社学術文庫 2009
- 『サザエさん事典』いそっぷ社 2013
- 『北斎漫画 日本マンガの原点』平凡社新書 2014
- 『風刺画で読み解く近代史』三笠書房知的生きかた文庫 2015

### 編著・共著
- 『ジョルジュ・ビゴー画集 明治を活写した仏人風刺画家伝』美術同人社 1970
- 『太平洋戦争期の漫画』美術同人社 1971
- 『ビゴー精選画集』美術同人社 1972
- 『明治漫画館』講談社 1979
- 『小林清親 諷刺漫画』岩崎美術社 1982
- 『明治大正諷刺漫画と世相風俗年表』岩崎爾郎共著 自由国民社 1982
- 『昭和マンガ風俗史 杉浦幸雄漫画でたどる五十年』文藝春秋 1984
- 『ビゴー日本素描集』岩波文庫 1986
- 『ワーグマン日本素描集』岩波文庫 1987
- 『漫画に描かれた明治・大正・昭和』教育社 1988
- 『明治漫葉集 団団珍聞』湯本豪一共編 文藝春秋 1989
- 『続 ビゴー日本素描集』岩波文庫 1992
- 『漫画と小説のはざまで 現代漫画の父・岡本一平』湯本豪一共著 文藝春秋 1994
- 『外国漫画に描かれた日本』湯本豪一共著 丸善ブックス 1994
- 『岡本一平 漫画漫文集』岩波文庫 1995
- 『近代日本漫画百選』岩波文庫 1997
- 『ビゴーが描いた明治の女たち』マール社 1997
- 『明治の面影・フランス人画家ビゴーの世界』山川出版社 2002
- 『戦後漫画のトップランナー横井福次郎 手塚治虫もひれ伏した天才漫画家の軌跡』臨川書店 2007
- 『マンガの教科書 マンガの歴史がわかる60話』吉村和真編著、内記稔夫・秋田孝宏共著 臨川書店 2008
- 『ビゴーの150年 異色フランス人画家と日本』編著 臨川書店 2011
- 『江戸戯画事典』編著 臨川書店 2012
- 『ビゴーを読む 明治レアリスム版画200点の世界』編著 臨川書店 2014
- 『ビゴー『トバエ』全素描集　諷刺画のなかの明治日本』編著 岩波書店 2017
- 『日本の漫画本300年　「鳥羽絵」本からコミック本まで』猪俣紀子共著 ミネルヴァ書房 2019

## リンク
- 清水勲のホームページ
- 漫画・諷刺画研究家の清水勲氏が、3月2日に逝去されました（2021年3月9日 日本マンガ学会理事会）
- 清水勲さん、ありがとうございました（京都国際マンガミュージアム2021年3月11日、お知らせ）　追悼の文章。